# Stanisław Kempner
Stanisław Kempner, właśc. Samuel Szymon Kempner także: Stanisław Kempner-Chruszczewski, Stanisław Chruszczewski (od 1938), ps. „Stanisław Bal”, „Zbigniew Morski”, „Roch Kowalski”, „Poli Chinel”, „Staś”, „St. A. Balicki” (ur. 1887 w Kaliszu, zm. 19 stycznia 1964 w Łodzi) – polski dziennikarz pochodzenia żydowskiego.

## Życiorys
Kempner w 1903 rozpoczął karierę dziennikarską, pracując jako korektor w „Nowej Gazecie”, jednocześnie działał w kołach socjalistycznych w Warszawie. Po uczestnictwie w strajku szkolnym był więziony w Modlinie. Przyjechał do Łodzi w 1908 by rozpocząć współpracę z „Kurierem Łódzkim” jako sprawozdawca artystyczny, głównie publikując felietony teatralne, m.in. podpisując się swoim nazwiskiem oraz jako „Stanisław Bal”, „Zbigniew Morski”, „Roch Kowalski”. Był także redaktorem „Nowego Kuriera Łódzkiego”. W tym okresie odkrył talent Juliana Tuwima – w 1911 zaprotegował go właścicielowi gazety – Stanisławowi Książkowi, który opublikował jego pierwszy wiersz.
W 1911 rozpoczął pracę również w łódzkim magistracie. Następnie podczas I wojny światowej pracował w szpitalu Izraela i Leonii Poznańskich. W latach 1919–1939 pełnił funkcję naczelnika Wydziału Zdrowia Zarządu Miasta Łodzi. Współpracował wówczas z lekarzami-społecznikami: Sewerynem Sterlingiem, Wincenty Tomaszewiczem, Aleksandrem Margolisem.
W 1938 zmienił nazwisko na Chruszczewski. We wrześniu 1939 uciekł do Rumunii, gdzie w Bukareszcie pracował w „Kurierze Polskim”, następnie w 1941 przeniósł się do Palestyny, gdzie był publicystą „Gazety Polskiej” oraz pracownikiem aparatu informacyjno-propagandowego rządu RP na uchodźstwie. Był także członkiem i sekretarzem Komitetu Uchodźców Polskich w Jerozolimie, w którym działał w latach 1941–1945. Od 1942 był również członkiem zarządu Ligi Polsko-Jugosłowiańskiej w Jerozolimie oraz działał Centrum Informacji na Wschodzie w Jerozolimie – placówce Ministerstwa Informacji i Dokumentacji
Po II wojnie światowej w 1947 powrócił do Łodzi, gdzie pracował w „Dzienniku Łódzkim”.
Był honorowym członkiem Syndykatu Dziennikarzy Łódzkich.

### Życie prywatne
Był ojcem Czesława Chruszczewskiego (1922–1982) – polskiego autora fantastyki.
Został pochowany na Starym Cmentarzu w Łodzi w części rzymskokatolickiej.

## Publikacje
Publikował opracowania dotyczące ochrony zdrowia, recenzował przedstawienia teatralne oraz pisał felietony. Na swoim koncie miał próby literackie. Był popularnym łódzkim nowelistą, opublikował m.in. „Narkozę Miłości” (1932) Tworzył komedie teatralne, m.in. „Zieloną kotwicę” (1930) wystawioną w Teatrze Miejskim w Łodzi. Swoje felietony opublikował w 2 tomach w latach 30. XX w.

## Odznaczenia
- Krzyż Kawalerski Orderu Odrodzenia Polski[5]